# Кубок Шотландии по футболу 2011/2012
Кубок Шотландии по футболу 2011/2012 года — 127-й розыгрыш национального Кубка Шотландии. Победителем турнира стал эдинбургский клуб «Харт оф Мидлотиан», который в финальном матче, состоявшемся 19 мая 2012 года на стадионе «Хэмпден Парк», разгромил своих земляков из «Хиберниана» со счётом 5:1. Турнир стартовал 24 сентября 2011 года и закончился 19 мая 2012.
Соревнование спонсировалось букмекерской компанией «William Hill», сам турнир носил название «William Hill Scottish Cup».

## Календарь
| Раунд           | Дата первого матча | Матчи        | Матчи       | Клубы   |
| Раунд           | Дата первого матча | Первые матчи | Переигровки | Клубы   |
| --------------- | ------------------ | ------------ | ----------- | ------- |
| Первый раунд    | 24 сентября 2011   | 17           | 1           | 81 → 64 |
| Второй раунд    | 22 октября 2011    | 16           | 4           | 64 → 48 |
| Третий раунд    | 19 ноября 2011     | 16           | 4           | 48 → 32 |
| Четвёртый раунд | 7 января 2012      | 16           | 3           | 32 → 16 |
| Пятый раунд     | 4 февраля 2012     | 8            | 3           | 16 → 8  |
| Четвертьфиналы  | 10 марта 2012      | 4            | 1           | 8 → 4   |
| Полуфиналы      | 14 апреля 2012     | 2            | —           | 4 → 2   |
| Финал           | 19 мая 2012        | 1            | —           | 2 → 1   |

Переигровки игр с Первого по Третий раунд проводятся на следующей неделе после первоначальной встречи, с Четвёртого по четвертьфинальный этап — через две недели после первого поединка, в полуфинальной и финальной стадии переигровки не проводятся — в случае ничьи в основное время играются дополнительные два тайма по 15 минут. Если же и после овертайма победитель не выявлен — пробивается послематчевая серия пенальти.

## Результаты

### Первый раунд
Жеребьёвка первого раунда турнира была проведена 29 августа 2011 года в глазговском торговом центре «Buchanan Galleries». Клуб «Голспи Сатерленд» прошёл во Второй раунд розыгрыша без игры.
| Калтье                                  | 4:0      | Бёнтайленд Шип Ярд |
| --------------------------------------- | -------- | ------------------ |
| Макбейн 7′, 42′, 53′ · Смарт 80′ (авт.) | Протокол |                    |

| Долбитти Старз | 1:6      | Инверари Локо Уоркс                                       |
| -------------- | -------- | --------------------------------------------------------- |
| Керр 46′       | Протокол | Янг 7′, 53′ · Росс 25′ · Бейн 62′ · Маклин 67′ · Голт 80′ |

| Эдинбург Сити                   | 3:0      | Брора Рейнджерс |
| ------------------------------- | -------- | --------------- |
| Росс 60′, 62′ · Гейр 80′ (пен.) | Протокол |                 |

| Эдинбургский университет | 0:3      | Уайтхилл Уэлфейр                |
| ------------------------ | -------- | ------------------------------- |
|                          | Протокол | Смейл 35′, 62′ · Янг 78′ (пен.) |

| Форрес Микеникс     | 2:2      | Ирвин Мидоу               |
| ------------------- | -------- | ------------------------- |
| Мур 68′ · Твиди 85′ | Протокол | Макгиннесс 5′ · Хасли 76′ |

| Фрейзерборо                           | 4:3      | Сивил Сёрвис Строллерс     |
| ------------------------------------- | -------- | -------------------------- |
| Брюс 11′, 17′ · Хейл 37′ · Кристи 90′ | Протокол | Гормли 42′ · Рини 45′, 61′ |

| Гала Фейридин                                                                              | 8:1      | Хоик Ройал Альберт |
| ------------------------------------------------------------------------------------------ | -------- | ------------------ |
| Хей 11′, 55′ (пен.), 88′ · Джексон 19′ · Грасс 47′ · Росси 61′ · Барнстон 66′ · Уилсон 68′ | Протокол | Купер 28′          |

| Университет Глазго | 0:4      | Коув Рейнджерс                        |
| ------------------ | -------- | ------------------------------------- |
|                    | Протокол | Парк 38′, 85′ · Майлн 61′ (пен.), 70′ |

| Хантли                                                                | 6:1      | Ньютон Стюарт |
| --------------------------------------------------------------------- | -------- | ------------- |
| Маккарти 8′ · Файф 38′ · Нейсмит 43′ · Гулд 45′ · Тойрс 47′ · Бут 78′ | Протокол | Сатерленд 57′ |

| Лоссимут | 1:2      | Охинлек Талбот          |
| -------- | -------- | ----------------------- |
| Смит 19′ | Протокол | Макканн 55′ · Гиллс 89′ |

| Нэрн Каунти             | 2:1      | Селкерк    |
| ----------------------- | -------- | ---------- |
| Гетинс 73′ · Маккей 89′ | Протокол | Гибсон 70′ |

| Ротс | 0:3      | Клачнакуддин                              |
| ---- | -------- | ----------------------------------------- |
|      | Протокол | Уильямсон 30′ · Маклеод 37′ · Брайндл 54′ |

| Сент-Катберт Уондерерс | 0:2      | Кит                        |
| ---------------------- | -------- | -------------------------- |
|                        | Протокол | Дональдсон 17′ · Уокер 78′ |

| Вейл оф Литин | 1:0      | Гирван |
| ------------- | -------- | ------ |
| Моффат 30′    | Протокол |        |

| Уик Академи                                                                              | 9:1      | Колдстрим   |
| ---------------------------------------------------------------------------------------- | -------- | ----------- |
| Макэди 28′ · Аллан 31′ · Уэйр 52′ (пен.), 78′, 82′ · Ширер 61′ · Каннингем 65′, 69′, 76′ | Протокол | Адамсон 37′ |

| Уигтаун энд Бледноч        | 2:0      | Престон Атлетик |
| -------------------------- | -------- | --------------- |
| Миллар 15′ · Макмиллан 75′ | Протокол |                 |

| Форт Уильям | 0:4      | Бонесс Юнайтед                          |
| ----------- | -------- | --------------------------------------- |
|             | Протокол | Гибб 18′, 22′ · Уокер 31′ · Тардити 67′ |

Источник: Soccerway, Scottish FA

#### Переигровки
| Ирвин Мидоу                                                           | 6:3      | Форрес Микеникс                     |
| --------------------------------------------------------------------- | -------- | ----------------------------------- |
| Робертсон 6′, 50′ · Флеминг 32′ · Барр 46′ · Маклиннан 64′ · Хьюз 82′ | Протокол | Аллан 17′ (пен.), 26′ · Фрейзер 19′ |

Источник: Soccerway, Scottish FA

### Второй раунд
Жеребьёвка Второго раунда розыгрыша Кубка Шотландии состоялась 28 сентября 2011 года в одном из офисов компании «William Hill» на улице Вест-Кэмбелл в Глазго.
| Уигтаун энд Бледноч | 0:9      | Странраер                                                                            |
| ------------------- | -------- | ------------------------------------------------------------------------------------ |
|                     | Протокол | Уинтер 11′, 60′, 77′ · Малкольм 13′, 45′ · Эйткен 38′ · Грин 43′, 71′ · Маккольм 88′ |

| Бонесс Юнайтед  | 2:1      | Уайтхилл Уэлфейр |
| --------------- | -------- | ---------------- |
| Тардити 8′, 71′ | Протокол | Кид 77′ (пен.)   |

| Клачнакуддин | 1:1      | Инверари Локо Уоркс |
| ------------ | -------- | ------------------- |
| Дугалл 42′   | Протокол | Майтланд 71′        |

| Вейл оф Литин                        | 3:2      | Коув Рейнджерс           |
| ------------------------------------ | -------- | ------------------------ |
| Моффат 23′ · Холл 42′ · Фергюсон 90′ | Протокол | Сингер 44′ · Уэбстер 90′ |

| Гала Фейридин                           | 5:2      | Голспи Сатерленд        |
| --------------------------------------- | -------- | ----------------------- |
| Хей 21′, 39′, 80′ · Ливингстон 47′, 56′ | Протокол | Керр 40′ · Николсон 79′ |

| Уик Академи | 0:1      | Кит            |
| ----------- | -------- | -------------- |
|             | Протокол | Кит 33′ (пен.) |

| Эдинбург Сити | 0:1      | Ирвин Мидоу  |
| ------------- | -------- | ------------ |
|               | Протокол | Макгиоун 59′ |

| Фрейзерборо | 0:0      | Элгин Сити |
| ----------- | -------- | ---------- |
|             | Протокол |            |

| Питерхед        | 2:0      | Нэрн Каунти |
| --------------- | -------- | ----------- |
| Бавидж 12′, 24′ | Протокол |             |

| Калтье | 0:2      | Спартанс                     |
| ------ | -------- | ---------------------------- |
|        | Протокол | Малин 23′ (пен.) · Финни 71′ |

| Деверонвейл                                                   | 4:0      | Бервик Рейнджерс |
| ------------------------------------------------------------- | -------- | ---------------- |
| Данкан 19′ · Фрейзер 29′ · Блэкхолл 66′ · Маккензи 71′ (пен.) | Протокол |                  |

| Аллоа Атлетик             | 2:2      | Эннан Атлетик         |
| ------------------------- | -------- | --------------------- |
| Коули 16′ · Мастертон 68′ | Протокол | Кокс 36′ · Уотсон 54′ |

| Охинлек Талбот                                                                             | 8:1      | Трив Роверс |
| ------------------------------------------------------------------------------------------ | -------- | ----------- |
| Милликен 7′ · Лишман 13′ · Спенс 14′ · Макканн 40′ · Поуп 52′ · Гиллс 70′, 87′ · Латта 89′ | Протокол | Донли 17′   |

| Хантли | 0:3      | Куинз Парк                          |
| ------ | -------- | ----------------------------------- |
|        | Протокол | Лонгворт 44′ · Бернс 47′ · Смит 78′ |

| Монтроз              | 2:1      | Клайд    |
| -------------------- | -------- | -------- |
| Лунан 23′ · Пирс 49′ | Протокол | Нилл 19′ |

| Ист Стерлингшир | 1:1      | Баки Тисл         |
| --------------- | -------- | ----------------- |
| Стерлинг 48′    | Протокол | Хантер 53′ (авт.) |

Источник: Soccerway, Scottish FA

#### Переигровки
| Инверари Локо Уоркс | 3:2      | Клачнакуддин                  |
| ------------------- | -------- | ----------------------------- |
| Голд 50′, 55′, 56′  | Протокол | Макдональд 30′ · Аркухарт 34′ |

| Эннан Атлетик               | 2:0      | Аллоа Атлетик |
| --------------------------- | -------- | ------------- |
| Гилфиллан 28′ · Мюирхед 85′ | Протокол |               |

| Баки Тисл                    | 2:4 (д.в.) | Ист Стерлингшир                                |
| ---------------------------- | ---------- | ---------------------------------------------- |
| Макмиллан 51′ · Чисхольм 59′ | Протокол   | Стерлинг 3′ · Койн 30′ · Гибсон 94′ · Тим 113′ |

| Элгин Сити                                                       | 5:2      | Фрейзерборо       |
| ---------------------------------------------------------------- | -------- | ----------------- |
| Хей 2′ (авт.) · Ганн 3′ · Крукс 30′ · Кэмерон 34′ · Николсон 47′ | Протокол | Джонстон 24′, 50′ |

Источник: Soccerway, Scottish FA

### Третий раунд
Жеребьёвка Третьего раунда состоялась 26 октября 2011 года на эдинбургском ипподроме «Массельбург» (англ. Musselburgh Racecourse).
| Калтье    | 1:1      | Партик Тисл |
| --------- | -------- | ----------- |
| Стотт 19′ | Протокол | Кейрни 6′   |

| Бонесс Юнайтед | 0:3      | Кауденбит                             |
| -------------- | -------- | ------------------------------------- |
|                | Протокол | Робертсон 38′ · Линтон 66′ · Култ 87′ |

| Ирвин Мидоу | 0:6      | Ливингстон                                                  |
| ----------- | -------- | ----------------------------------------------------------- |
|             | Протокол | Макналти 5′, 26′, 40′ · Булдинг 41′ · Дьючар 51′ · Барр 90′ |

| Охинлек Талбот                       | 3:1      | Вейл оф Литин |
| ------------------------------------ | -------- | ------------- |
| Милликен 39′ · Макканн 50′ · Янг 65′ | Протокол | Маккенна 26′  |

| Эйр Юнайтед                        | 2:2      | Монтроз                         |
| ---------------------------------- | -------- | ------------------------------- |
| Робертсон 10′ · Труттен 55′ (пен.) | Протокол | Мейссон 24′ · Уинтер 57′ (пен.) |

| Стерлинг Альбион | 1:2      | Данди                  |
| ---------------- | -------- | ---------------------- |
| Смит 26′         | Протокол | Конрой 31′ · Майлн 61′ |

| Стенхаусмюир                   | 4:0      | Эннан Атлетик |
| ------------------------------ | -------- | ------------- |
| Кин 9′ · Роджерс 17′, 22′, 37′ | Протокол |               |

| Гринок Мортон                                                             | 5:1      | Деверонвейл |
| ------------------------------------------------------------------------- | -------- | ----------- |
| О’Брайан 15′ · Макдональд 21′ · Джексон 38′ · Уитерсон 72′ · Кэмпбелл 74′ | Протокол | Нобл 45′    |

| Эйрдри Юнайтед | 11:0     | Гала Фейридин |
| --- | -------- | ------------- |
| Ловеринг 28′ (пен.), 69′ · Бойл 31′, 42′, 65′ · Стивенсон 34′, 37′, 57′ · Макларен 59′ · Доннелли 77′ · Холмс 81′ | Протокол |               |

| Кит | 0:1      | Арброт      |
| --- | -------- | ----------- |
|     | Протокол | Ширин 90+4′ |

| Элгин Сити | 1:1      | Куинз Парк          |
| ---------- | -------- | ------------------- |
| Ганн 37′   | Протокол | Макбрайд 58′ (пен.) |

| Странраер    | 1:1      | Форфар Атлетик |
| ------------ | -------- | -------------- |
| Маккиоун 89′ | Протокол | Темплмен 32′   |

| Инверари Локо Уоркс   | 2:4      | Питерхед                                                   |
| --------------------- | -------- | ---------------------------------------------------------- |
| Парк 25′ · Маклин 57′ | Протокол | Редман 18′ · Бавидж 22′ · Макдональд 44′ · Макаллистер 74′ |

| Росс Каунти                        | 4:0      | Альбион Роверс |
| ---------------------------------- | -------- | -------------- |
| Гардин 9′, 70′, 90+1′ · Лоусон 27′ | Протокол |                |

| Брихин Сити                            | 3:0      | Дамбартон |
| -------------------------------------- | -------- | --------- |
| Моллой 26′ · Кинг 77′ · Макманус 90+3′ | Протокол |           |

| Ист Файф                                            | 5:0      | Ист Стерлингшир |
| --------------------------------------------------- | -------- | --------------- |
| Оглеби 13′, 44′ · Уоллес 49′ · Линн 71′ · Слоан 79′ | Протокол |                 |

Источник: Soccerway, Scottish FA

#### Переигровки
| Монтроз    | 1:2      | Эйр Юнайтед      |
| ---------- | -------- | ---------------- |
| Уинтер 81′ | Протокол | Труттен 28′, 73′ |

| Форфар Атлетик                       | 3:0      | Странраер |
| ------------------------------------ | -------- | --------- |
| Росс 67′ · Темплман 76′ · Гибсон 87′ | Протокол |           |

| Куинз Парк                 | 3:1      | Элгин Сити |
| -------------------------- | -------- | ---------- |
| Мюррей 11′ · Смит 43′, 87′ | Протокол | Ганн 74′   |

| Партик Тисл                               | 4:0      | Калтье |
| ----------------------------------------- | -------- | ------ |
| Эллиотт 1′ · Кейрни 26′, 29′ · Эрскин 47′ | Протокол |        |

Источник: Soccerway, Scottish FA

### Четвёртый раунд
Жеребьёвка Четвёртого раунда прошла 22 ноября 2011 года на стадионе «Хэмпден Парк» в Глазго.
| Данди     | 1:1      | Килмарнок   |
| --------- | -------- | ----------- |
| Майлн 46′ | Протокол | Паскали 33′ |

| Росс Каунти                                                                   | 7:0      | Стенхаусмюир |
| ----------------------------------------------------------------------------- | -------- | ------------ |
| Вигурс 5′, 75′ · Бриттейн 52′ (пен.) · Гардин 62′ · Крейг 71′ · Бирн 87′, 88′ | Протокол |              |

| Ливингстон   | 1:2      | Эйр Юнайтед               |
| ------------ | -------- | ------------------------- |
| Макналти 43′ | Протокол | Гигган 39′ · Макгоуэн 52′ |

| Кауденбит                 | 2:3      | Хиберниан                               |
| ------------------------- | -------- | --------------------------------------- |
| Стюарт 1′ · Робертсон 69′ | Протокол | Гриффитс 18′ · Дойл 27′ · Уотерспун 54′ |

| Харт оф Мидлотиан | 1:0      | Охинлек Талбот |
| ----------------- | -------- | -------------- |
| Смит 19′          | Протокол |                |

| Эйрдри Юнайтед      | 2:6      | Данди Юнайтед                                                         |
| ------------------- | -------- | --------------------------------------------------------------------- |
| Доннелли 85′, 90+2′ | Протокол | Ранкин 17′ · Робертсон 43′ · Расселл 62′, 68′, 84′ · Макей-Стивен 71′ |

| Инвернесс Каледониан Тисл | 1:1      | Данфермлин Атлетик |
| ------------------------- | -------- | ------------------ |
| Хейз 90+4′                | Протокол | Барроуман 30′      |

| Фалкирк                  | 2:0      | Ист Файф |
| ------------------------ | -------- | -------- |
| Додс 7′ · Аль-Алагуй 21′ | Протокол |          |

| Партик Тисл | 0:1      | Куин оф зе Саут |
| ----------- | -------- | --------------- |
|             | Протокол | Кармичел 89′    |

| Рэйт Роверс | 1:2      | Гринок Мортон                        |
| ----------- | -------- | ------------------------------------ |
| Кларк 39′   | Протокол | Кэмпбелл 67′ · Макдональд 76′ (пен.) |

| Сент-Джонстон             | 2:1      | Брихин Сити  |
| ------------------------- | -------- | ------------ |
| Дэвидсон 6′ · Сандаса 46′ | Протокол | Макманус 26′ |

| Форфар Атлетик | 0:4      | Абердин                                              |
| -------------- | -------- | ---------------------------------------------------- |
|                | Протокол | Вернон 31′ · Чалали 41′ · Фаллон 71′ · Меггинсон 84′ |

| Мотеруэлл                              | 4:0      | Куинз Парк |
| -------------------------------------- | -------- | ---------- |
| Дейли 5′ · Мерфи 21′, 71′ · Ойамаа 90′ | Протокол |            |

| Сент-Миррен | 0:0      | Гамильтон Академикал |
| ----------- | -------- | -------------------- |
|             | Протокол |                      |

| Арброт | 0:4      | Рейнджерс                                                  |
| ------ | -------- | ---------------------------------------------------------- |
|        | Протокол | Хили 18′ · Уиддерберн 22′ (авт.) · Елавич 59′ · Керкар 77′ |

| Питерхед | 0:3      | Селтик               |
| -------- | -------- | -------------------- |
|          | Протокол | Стоукс 36′, 57′, 82′ |

Источник: Soccerway

#### Переигровки
| Килмарнок                | 2:1      | Данди   |
| ------------------------ | -------- | ------- |
| Хеффернан 34′ · Шилс 43′ | Протокол | Рэй 63′ |

| Гамильтон Академикал | 0:1      | Сент-Миррен |
| -------------------- | -------- | ----------- |
|                      | Протокол | Кэри 21′    |

| Данфермлин Атлетик | 1:3 (д.в.) | Инвернесс Каледониан Тисл         |
| ------------------ | ---------- | --------------------------------- |
| Барроуман 40′      | Протокол   | Хейз 54′ · Шинни 93′ · Танси 110′ |

Источник: Soccerway

### Пятый раунд
Жеребьёвка Пятого раунда состоялась 9 января 2012 года на стадионе «Хэмпден Парк» в Глазго при участии известных тренеров — итальянца Марчелло Липпи и португальца Андре Виллаша-Боаша.
Матч между клубами «Эйр Юнайтед» и «Фалкирк», первоначально запланированный на 4 февраля, в день поединка был перенесён на пятнадцатое число в связи с морозами.
| Инвернесс Каледониан Тисл | 0:2      | Селтик                         |
| ------------------------- | -------- | ------------------------------ |
|                           | Протокол | Самарас 33′ · Браун 68′ (пен.) |

| Хиберниан | 1:0      | Килмарнок |
| --------- | -------- | --------- |
| Дойл 15′  | Протокол |           |

| Мотеруэлл                                                         | 6:0      | Гринок Мортон |
| ----------------------------------------------------------------- | -------- | ------------- |
| Хейтли 9′ · Мерфи 29′, 67′ · Хатчинсон 34′ · Ойамаа 35′ · Лоу 41′ | Протокол |               |

| Абердин    | 1:1      | Куин оф зе Саут |
| ---------- | -------- | --------------- |
| Вернон 67′ | Протокол | Маклафлин 54′   |

| Сент-Миррен | 1:1      | Росс Каунти         |
| ----------- | -------- | ------------------- |
| Томпсон 43′ | Протокол | Бриттейн 40′ (пен.) |

| Рейнджерс | 0:2      | Данди Юнайтед             |
| --------- | -------- | ------------------------- |
|           | Протокол | Ганнинг 17′ · Расселл 35′ |

| Харт оф Мидлотиан | 1:1      | Сент-Джонстон |
| ----------------- | -------- | ------------- |
| Темплтон 11′      | Протокол | Шеридан 78′   |

| Эйр Юнайтед                     | 2:1      | Фалкирк   |
| ------------------------------- | -------- | --------- |
| Гигган 19′ · Робертс 57′ (пен.) | Протокол | Олстон 6′ |

Источник: Soccerway

#### Переигровки
| Куин оф зе Саут | 1:2      | Абердин                     |
| --------------- | -------- | --------------------------- |
| Макгаффи 58′    | Протокол | Файви 21′ · Коунсидин 90+2′ |

| Росс Каунти | 1:2      | Сент-Миррен                |
| ----------- | -------- | -------------------------- |
| Морроу 55′  | Протокол | Тил 14′ · Хассельбайнк 53′ |

| Сент-Джонстон | 1:2 (д.в.) | Харт оф Мидлотиан           |
| ------------- | ---------- | --------------------------- |
| Дэвидсон 84′  | Протокол   | Хэмилл 90+5′ · Жалюкас 117′ |

Источник: Soccerway

### Четвертьфиналы
Жеребьёвка четвертьфинальных игр состоялась 6 февраля 2012 года на стадионе «Айброкс».
| Харт оф Мидлотиан      | 2:2      | Сент-Миррен                   |
| ---------------------- | -------- | ----------------------------- |
| Битти 37′ · Скацел 48′ | Протокол | Кэри 27′ · Жалюкас 84′ (авт.) |

| Эйр Юнайтед | 0:2      | Хиберниан                          |
| ----------- | -------- | ---------------------------------- |
|             | Протокол | О’Донован 6′ · Гриффитс 19′ (пен.) |

| Данди Юнайтед | 0:4      | Селтик                                                  |
| ------------- | -------- | ------------------------------------------------------- |
|               | Протокол | Ледли 53′ · Самарас 71′ · Стоукс 86′ · Браун 90′ (пен.) |

| Мотеруэлл | 1:2      | Абердин        |
| --------- | -------- | -------------- |
| Лоу 79′   | Протокол | Фаллон 5′, 40′ |

#### Переигровки
| Сент-Миррен | 0:2      | Харт оф Мидлотиан       |
| ----------- | -------- | ----------------------- |
|             | Протокол | Хэмилл 31′ · Скацел 86′ |

### Полуфиналы
Жеребьёвка полуфинальных игр прошла 11 марта 2012 года на арене «Фир Парк» города Мотеруэлл.
| Абердин    | 1:2      | Хиберниан                  |
| ---------- | -------- | -------------------------- |
| Фаллон 59′ | Протокол | О’Коннор 3′ · Гриффитс 85′ |

| Селтик    | 1:2      | Харт оф Мидлотиан               |
| --------- | -------- | ------------------------------- |
| Хупер 87′ | Протокол | Скацел 47′ · Битти 90+1′ (пен.) |

## Финал
| Хиберниан   | 1:5      | Харт оф Мидлотиан                                                |
| ----------- | -------- | ---------------------------------------------------------------- |
| Макпейк 41′ | Протокол | Барр 15′ · Скацел 27′, 75′ · Грейнджер 47′ (пен.) · Макгоуэн 50′ |

## Освещение турнира СМИ

### Великобритания и Ирландия
Начиная с Четвёртого раунда турнира, матчи Кубка на Великобританию и Ирландию транслировали телеканалы «Sky Sports» и «BBC Scotland». Обе телекомпании показывали финальный поединок в прямом эфире.

### Остальной мир
За пределами Британских островов, в частности в США и Вест-Индии, поединки Кубка Шотландии транслировались телекомпанией «Premium Sports», в Австралии — телекомпанией «Setanta Sports Australia».